# Waltraud Guglielmi
Waltraud Guglielmi (née Strobel le 23 décembre 1938 à Stuttgart et morte le 14 janvier 2018) est une égyptologue allemande.

## Biographie
Waltraud Guglielmi a étudié de 1962 à 1970 avec Hellmut Brunner à Tübingen et obtient son doctorat en 1970. La même année, elle devient assistante à Tübingen, où elle obtient son habilitation en 1978. En 1991, elle est professeur extraordinaire à l'université Eberhard Karl de Tübingen. Elle a également assuré des remplacements à Hambourg, Berlin, Trèves, Tübingen, Vienne et Marbourg.

## Publications
- Reden, Rufe und Lieder auf altägyptischen Darstellungen der Landwirtschaft, Viehzucht, des Fisch- und Vogelfangs vom Mittleren Reich bis zur Spätzeit, Tübinger ägyptologische Beiträge, volume 1, Habelt, Bonn 1973, OCLC 491135500 (thèse de doctorat, Tübingen 1970).
- Die Göttin Mr.T. Entstehung und Verehrung einer Personifikation, Probleme der Ägyptologie, volume 7, Brill, Leiden/New York/København/Köln 1991,  (ISBN 90-04-08814-8) (thèse d'habilitation, Tübingen 1978).